# Hechtia carlsoniae
Hechtia carlsoniae es una especie del género Hechtia. Esta especie es endémica de México, específicamente del estado de Guerrero. Encontrándose de manera silvestre en lugares como Taxco de Alarcón y Buenavista de Cuéllar.